# Регіна Йонас
Регіна Йонас (нім. Regina Jonas; 3 серпня 1902, Берлін — 12 грудня 1944, Освенцим) — перша в сучасній історії жінка-рабин.

## Біографія
3 серпня 1902 року в Берліні в родині збіднілого торговця народилася Регіна Йонас. З дитинства відчувала особливий інтерес до вивчення івриту та історії євреїв, закінчила єврейську школу для дівчаток. В 11 років у Регіни від туберкульозу помер батько.
У 1924 році закінчила жіночу вчительську семінарію і почала викладати. Потім навчалася у берлінській Вищій школі Юдаїки — навчальному закладі, який готував рабинів реформістського напряму. У той час там навчалося кілька жінок, але жодна з них не претендувала на рабинське звання, але Регіни мала саме цю мету. Її дипломна робота була присвячена питанню: «Чи може жінка, відповідно до Галахи, обіймати посаду рабина?».
Після завершення навчання провідні професори відмовилися підписувати її посвячення в рабини, і лише через п'ять років, в 1935 році, Макс Дінеман, один з лідерів об'єднання ліберальних рабинів Німеччини, знову проекзаменував Регіну і видав їй рабинські ліцензії.
За часів Другої світової війни багато рабинів виїхали з Німеччини. Це дозволило Регіні, хоч і неофіційно, виконувати обов'язки рабина і проповідника в різних громадах. З травня по листопад 1942 року вона перебувала на примусових роботах на картонній фабриці «Елеком», де відповідно до свого покликання продовжувала підтримувати тих, хто впав духом.
У листопаді 1942 року разом зі старою матір'ю Йонас була відправлена в «зразкове гетто» Терезин. Там вона знову зустрілася зі своїм учителем, видатним реформістським рабином Лео Беком, який колись відмовився підписувати її диплом. Якийсь час вона служила під керівництвом психолога Віктора Франкла, читала численні лекції, в тому числі про становище єврейських жінок.
У 1944 році Регіна Йонас була депортована у Аушвіц (м. Освенцим), де і загинула.